# 2º Reggimento carri
Il 2º Reggimento carri è stato un reggimento della specialità Carristi dell'Esercito Italiano, inquadrato nella Brigata meccanizzata "Gorizia".

## Storia
Nel Regio Esercito era già esistito un 2º Reggimento fanteria carrista, costituito il 1º settembre 1936, che, rinominato il 1º dicembre 1938 32º Reggimento fanteria carrista, allora alle dipendenze di quella che l'anno successivo diverrà la 132ª Divisione corazzata "Ariete" durante la seconda guerra mondiale operò in Africa settentrionale fino all'aprile 1942, prima di essere trasferito in Sardegna dove rimase fino al suo scioglimento avvenuto il 31 agosto 1944 e, dopo la sua ricostruzione, è attualmente parte della 132ª Brigata corazzata "Ariete".
La vere origini del Reggimento risalgono al 1935, quando venne costituito il XXII Battaglione carri coloniali carri d'assalto che venne battezzato XXII Battaglione carri "Maggiore Coralli" in onore del Maggiore degli Alpini Luigi Coralli comandante di battaglione del 21º Reggimento fanteria "Cremona", che dopo aver prestato servizio col grado di capitano in servizio permanente effettivo nell'8º Reggimento alpini, fu decorato con la Medaglia d'oro al valor militare alla memoria nella prima guerra mondiale, per la difesa del Grappa nella battaglia del solstizio del giugno 1918. e decorato anche di Medaglia d'argento al valor militare per il combattimento alla sellette del Freikofel nel marzo del 1916.
Il battaglione, inviato il Libia, venne equipaggiato nel 1936 con Carri armati d'assalto veloci CV35. Impiegato nella campagna del Nordafrica nel corso del secondo conflitto mondiale venne poi sciolto nel 1944.
Le moderne origini del Reggimento risalgono al 24 maggio 1964, quando il battaglione è stato ricostituito a Mestre come XXII Battaglione carri "Serenissima" con sede a San Vito al Tagliamento e assegnato al Reggimento lagunari "Serenissima" costituitosi il 25 ottobre 1964 e articolato su Comando Reggimento, compagnia Reggimentale, compagnia Trasmissioni, compagnia Trasporti Anfibi, Battaglioni Anfibi "Marghera", "Piave" e "Isonzo" e XXII Battaglione carri "Serenissima", con sede a San Vito al Tagliamento ed erede del XXII Battaglione "Maggiore Coralli" del Regio Esercito.
Il battaglione carri rappresentava il necessario elemento di manovra del nuovo reggimento. Il 12 ottobre successivo, il XXII battaglione carri venne trasferito nella caserma di San Vito al Tagliamento; equipaggiato inizialmente con carri M4 Sherman ed M24 Chaffee, che equipaggiavano il plotone esploratori in organico a tutte le compagnie Comando dei battaglioni della Specialità carristi ricevette in seguito i carri M47 Patton.
Il 1º settembre 1975, a seguito di provvedimenti conseguenti alla ristrutturazione dell'Esercito Italiano il battaglione "Marghera" venne disciolto e il 20 ottobre, il Reggimento Lagunari si sciolse per costituire il "Comando Truppe Anfibie", articolato su compagnia Lagunari "Truppe Anfibie", Battaglione lagunari "Serenissima", Battaglione anfibio "Sile", costituitosi per la trasformazione della compagnia trasporti, mentre il battaglione "Piave", assunto l'organico di battaglione meccanizzato, diede vita al 1º Battaglione Lagunari "Serenissima" ereditando la Bandiera di guerra del Reggimento. Il battaglione "Isonzo" assunse a sua volta l'organico di battaglione meccanizzato cambiando la sua denominazione in 41º Battaglione Meccanizzato "Modena" e venne inquadrato nella neo costituita Brigata meccanizzata "Gorizia" nella quale confluì anche il XXII battaglione carri riconfigurato da battaglione lagunare–carrista a battaglione prettamente carrista sempre nella sede di San Vito al Tagliamento e ridenominato 22º Battaglione carri "M.O. Piccinini" in memoria del capitano carrista Vittorio Piccinini, Medaglia d'oro al valor militare alla memoria comandante della 3ª Compagnia del IV Battaglione carri del 133º Reggimento fanteria carrista caduto in Africa settentrionale il 25 ottobre 1942 nella battaglia di El Alamein.
Il Tenente Colonnello Giampaolo Saltini, ultimo comandante del XXII battaglione "Serenissima", fu anche il primo comandante del 22º Battaglione carri "M.O Piccinini", con il difficile compito di guidare il battaglione nel cambiamento d'identità.
La Brigata "Gorizia" era inquadrata nella Divisione meccanizzata "Folgore" fino al 1986, anno in cui, in seguito alla riorganizzazione dell'Esercito Italiano, fu resa autonoma e posta alle dirette dipendenze del 5º Corpo d'Armata di Vittorio Veneto, fino al suo scioglimento nel 1996. La brigata "Gorizia" ha partecipato attivamente all'opera di soccorso delle popolazioni del Friuli colpite dal terremoto del 1976 e anche il battaglione si distinse nelle operazioni di soccorso ai feriti e ai superstiti e nella rimozione delle macerie, limitando i danni della grave sciagura e, per l'opera prestata, venne insignito con la Medaglia di bronzo al valore dell'Esercito.
Nel 1992, sempre nell'ambito di provvedimenti ordinativi riguardanti la riorganizzazione dell'Esercito, il 22º Battaglione carri "M.O. Piccinini" diede vita al 2º Reggimento carri, ma la sua vita ebbe breve durata, in quanto venne sciolto nel 1995, un anno prima dello scioglimento della Brigata "Gorizia".

## Comandanti
| Grado      | Nome            | Dal  | Fino al |
| ---------- | --------------- | ---- | ------- |
| Colonnello | Silvestro Leone | 1992 | 1994    |
| Colonnello | Dino Baston     | 1994 | 1995    |

## Stemma
Lo stemma araldico del Reggimento è stato concesso con decreto del 19 ottobre 1976
Corona turrita.
Ornamenti: 1) Lista bifida: d'oro, svolazzante, collocata sotto la punta delto scudo, incurvata con la concavità rivolta verso I'alto, riportante il motto: SICUT LEONES.
2) Nastro rappresentativo della ricompensa al Valore: annodato nella parte centrale non visibile della corona turrita, scendente svolazzante in sbarra dal punto predetto, passando dietro la parte superiore dello scudo.»
Lo scudo pieno con lo smalto d'azzurro è simbolo di amor di Patria e lealtà,
quatità riconosciute al reparto, al pari di valore, coraggio e sacrificio, rappresentati dalla sbarra di rosso.
Le tre teste di leone ricordano la Dalmazia ed il leone di San Marco rappresenta la Venezia Giulia, zone ove il 3º reggimento f. carrista ha operato nell'aprile 1941 (in tale reggimento è stato inquadrato il XXll battaglione cr. L; poi ll/33º e, nel
dopoguerra, 22º battaglione cr. "M.O. Piccinini").